# Cercestis
Cercestis es un género de plantas con flores de la familia Araceae. Es originaria del centro y oeste de África hasta Uganda y Angola.

## Descripción
Consiste de 13 especies todas trepadoras y  endémicas de África.  A intervalos, a lo largo del tallo, que producen brotes de hojas largas que se llaman flagelos.  Muchas de las especies en Cersestis muestran signos de fenestración.  El género ya desaparecido Rhektophyllum desde entonces se ha incluido en Cercestis.

## Taxonomía
El género fue descrito por Heinrich Wilhelm Schott y publicado en Oesterreichisches Botanisches Wochenblatt 7: 414. 1857.  La especie tipo es: Cercestis afzelii Schott. 

## Especies
- Cercestis alepensis
- Cercestis camerunensis
- Cercestis congensis
- Cercestis ivorensis
- Cercestis mirabilis
- Cercestis scaber